# Omsättningstillgång
Omsättningstillgång är inom ekonomi en tillgång avsedd att omsättas i verksamheten, antingen genom försäljning eller förbrukning. Motsatsen är anläggningstillgångar. 
Omsättningstillgångar är oftast avsedda att innehas kortare än tre år. I balansräkningen indelas omsättningstillgångar i bland annat lagertillgångar, kortfristiga placeringar, kortfristiga fordringar, samt likvida medel. Lagret är en mindre likvid tillgång än de tre sistnämnda; det kan bestå av råvaror, produkter i arbete och färdiga varor, eller av handelsvaror i ett handelsföretag. Likvida medel kan vara kontanter, checkräkning eller tillgångar på giron.
På passivsidan motsvaras omsättningstillgångar av kortfristiga skulder.

### Fotnoter
1. ↑  Skärvad & Olsson (2007), s. 154